# Condado de Richland (Carolina del Sur)
El condado de Richland es un condado estadounidense, situado en el estado de Carolina del Sur . Según el censo de los Estados Unidos del 2000, la población era de 320,677 habitantes, se estima que la población en 2006 era de 348 226. La cabecera del condado es Columbia. 

## Geografía
Según la Oficina del Censo de los Estados Unidos, el condado tiene un área total de 1,999 km² (772 millas²). De éstas 1,958 km² (756 mi²) son de tierra y 39 km² (15 mi²) son de agua. 

### Colindancias
- Condado de Fairfield - norte
- Condado de Kershaw - noreste
- Condado de Sumter - este
- Condado de Calhoun - sur
- Condado de Lexington - oeste
- Condado de Newberry - noroeste

## Historia
El condado de Richland se formó en 1785. Su nombre probablemente se debe a su "tierra rica". 

## Demografía
Según el censo del año 2000, hay 320 677 personas, 120 101 cabezas de familia, y 76 384 familias que residen en el condado. La densidad de población es de 164 hab/km² (424 hab/mi²). La composición racial tiene:
- 50.29 % Blancos (no hispanos)
- 2.72 % Hispanos (todos los tipos)
- 45.16 % Negros o Negros Americanos (no hispanos)
- 1.16 % Otras razas (no hispanos)
- 1.72 % Nativos Americanos (no hispanos)
- 1.35 % Mestizos (no hispanos)
- 0.24% Nativos Americanos (no hispanos)
- 0.08 % Isleños (No hispanos)

Hay 120 101 cabezas de familia, de los cuales el 32 % tienen menores de 18 años viviendo con ellos, el 43.70 % son parejas casadas viviendo juntas, el 16.30 % son mujeres que forman una familia monoparental (sin cónyuge), y 36.40% no son familias. El tamaño promedio de una familia es de 2.44 miembros.
En el condado el 24% de la población tiene menos de 18 años, el 13.80% tiene de 18 a 24 años, el 31.60% tiene de 25 a 44, el 20.60% de 45 a 64, y el 9.80% son mayores de 65 años. La edad media es de 33 años. Por cada 100 mujeres hay 93.2 hombres. Por cada 100 mujeres mayores de 18 años hay 89.8 hombres.
Tabla de la evolución demográfica:
|       | 1900   | 1910   | 1920   | 1930   | 1940    | 1950    | 1960    | 1970    | 1980    | 1990    | 2000    |
| ----- | ------ | ------ | ------ | ------ | ------- | ------- | ------- | ------- | ------- | ------- | ------- |
| TOTAL | 45 589 | 55 143 | 78 122 | 87 667 | 104 843 | 142 565 | 200 102 | 233 868 | 269 735 | 285 720 | 320 677 |

## Economía
Los ingresos medios de un cabeza de familia el condado es de $39 961, y el ingreso medio familiar es $49 466.00 Los hombres tienen unos ingresos medios de $34 346 frente a $25 909 de las mujeres. El ingreso per cápita del condado es de $20 794.00 El 13.70% de la población y el 10.10% de las familias están debajo de la línea de pobreza. Del total de gente en esta situación, 17.50% tienen menos de 18 y el 12.00% tienen 65 años o más.

## Ciudades y pueblos
| - Arcadia Lakes - Cayce - Blythewood - Columbia - Eastover | - Forest Acres - Irmo |

### Localidades no incorporadas
| - Arthurtown - Boyden Arbor - Dentsville - Gadsden - Harbison | - Hilton - Hopkins - Horrell Hill - Killian - Kingville | - Lake Murray - Leesburg - Lykes - Olympia - Pontiac | - St. Andrews - Spring Hill - State Park - Wateree - Windsor Estates | - White Rock - Woodfield - Ballentine |

## Sitios de interés
| - Congaree National Park - Lago Murray - Zoológico Riverbanks - Parquie Estatal Sesquicentennial - Museo Estatal de Carolina del Sur | - Parque Martin Luther King - Woodrow Wilson boyhood home - Librería Pública del Condado de Richland - Río Broad - Río Congaree | - Río Saluda - Río Wateree |